# オルヴィーニオ
オルヴィーニオ（伊: Orvinio）は、イタリア共和国ラツィオ州リエーティ県にある、人口約390人の基礎自治体（コムーネ）。

## 地理

### 位置・広がり
リエーティ県南部のコムーネ。県都リエーティから南南東へ31kmの距離にある。

#### 隣接コムーネ
隣接するコムーネは以下の通り。括弧内のRMはローマ県所属を示す。
- ペルチーレ (RM)
- ポッツァーリア・サビーナ
- スカンドリーリア
- ヴァッリンフレーダ (RM)
- ヴィヴァーロ・ロマーノ (RM)

### 気候分類・地震分類
オルヴィーニオにおけるイタリアの気候分類 (it) および度日は、zona E, 2894 GGである。
また、イタリアの地震リスク階級 (it) では、zona 2B (sismicità media) に分類される。

## 文化・観光
「イタリアの最も美しい村」クラブ加盟コムーネである。